# 三宅恵介
三宅 恵介（みやけ けいすけ、1949年2月5日 - ）は、日本のテレビディレクター、テレビプロデューサー、実業家。
株式会社フジテレビジョン編成制作局制作センター第2制作室エグゼクティブディレクター（嘱託）。株式会社千代田企画代表取締役社長。日本大学芸術学部放送学科非常勤講師。
『欽ドン!』以降、現在に至るまで、35年以上に渡りバラエティ番組制作一筋。フジテレビに於ける明石家さんまの出演するほぼすべての番組に関与するほか、さんま主演のコメディードラマ『心はロンリー気持ちは「…」』シリーズの演出や、近年では『ほぼ日刊イトイ新聞』の「おもしろ魂。」で糸井重里と対談をした縁がきっかけで、『ほぼ日』が主催するイベントの演出も手掛けている。

## 来歴・人物
東京都千代田区神田出身。実家は日本舞踊花柳流の舞踊家の家系で、父はテレビ草創期から歌謡番組の振り付けで活躍した花柳啓之（花柳糸之社中・花柳糸之の師）。実子は舞踊家の花柳輔蔵（2代目）（1979年 - )（本名三宅祐輔、2023年芸能活動引退）。兄は邦楽鳴物演奏家の西川啓光。姪（西川の実娘）は舞踊家の岩井梅我。
慶應義塾大学経済学部卒業。幼稚舎から慶應義塾で過ごす。学生時代はバスケットボールとバンド活動に熱中した。
1971年に当時のフジポニー（フジテレビ、ニッポン放送などが出資したフジテレビ系子会社。テレビ番組制作とビデオプログラム制作がメイン）に入社し、鹿内春雄フジサンケイグループ議長が行った機構改革に伴い、1980年にフジテレビへ転籍。

### 『欽ドン!』萩本欽一との出会い
1975年より、萩本欽一総合司会のバラエティ番組『欽ちゃんのドンとやってみよう!』のスタッフとして、本格的にバラエティ番組の製作に参加。この番組の中で、萩本からバラエティ製作・演出手法について様々な進言を受け、以後、三宅は萩本を「バラエティにおける師匠」として崇拝している。
この点において日本テレビエグゼクティブディレクターの土屋敏男とは大きく共通しており、土屋とは古くから親交がある。また、2010年3月17日放送のフジテレビ特番『悪いのはみんな萩本欽一である』で、30年越しに萩本・三宅・土屋3人が顔を揃えての師弟テレビ初共演が実現した。

### 『ひょうきん族』以降
1981年10月開始の人気バラエティ番組『オレたちひょうきん族』では、他のディレクターたちと共に「ひょうきんディレクターズ」と称して番組に出演。レコードまで発売した。定年前に役員待遇に昇格し、役員任期満了後もひょうきんディレクターズの中では唯一、嘱託としてフジテレビに籍を置いている。
ひょうきんディレクターズ時代のクレジットは「三宅デタガリ恵介」。「デタガリ」の由来は、自分の手掛けている番組に出たがりだから。取材やロケでも目立つためにと、赤いシャツやセーターを着るようになったという。
1982年10月には同じフジテレビのテレビアニメ『ぼくパタリロ!』の2代目エンディングテーマ「クックロビン音頭」の振り付けも担当した。
1987年には横澤彪の後を継いで『ひょうきん族』のプロデューサーに昇格し、ディレクター兼務となるが、1989年の10月の番組終了後、三宅は再びディレクター業務に専念することとなる。番組プロデュースは直属の部下である加茂裕治が担当することが多かったが、『はやく起きた朝は…』など、三宅がプロデューサーを務める番組も存在した。2008年に定年を迎えたが、定年直前に役員待遇ゼネラルディレクターに昇進。以降はディレクターを担当することが少なくなり、一時的にプロデューサー・チーフプロデューサーを中心に担当していた。
2008年12月20日には、日本テレビ『さんま&SMAP!美女と野獣のクリスマススペシャル』にフジテレビディレクターとしてVTR出演した。
2011年4月10日には大阪まで赴き、テレビ大阪の『たかじんNOマネー〜人生は金時なり〜』に元NHK報道キャスターの手嶋龍一と共にゲスト出演。「テレビに未来はあるのか!?」のテーマで、司会のやしきたかじんと現在のバラエティ番組の問題点などを議論した。
2012年7月7日放送の『新・週刊フジテレビ批評』にゲスト出演し、第1回の総合演出を担当した『FNS27時間テレビ』の裏話などを話した。
2011年2月に役員任期が満了したが、その後も石田弘と同様に嘱託でフジテレビに籍を残しているほか、フジテレビと関連が深い制作会社・千代田企画の社長も兼務している。
2011年の『FNS27時間テレビ めちゃ²デジッてるッ! 笑顔になれなきゃテレビじゃないじゃ〜ん!!』では、ビートたけしに対し『さんま・中居の今夜も眠れない』の中で行われる矢部浩之のマラソン中継に出演するようさんまとともにオファーをかけたことが明かされている。

## 定年を巡るエピソード
2009年2月に60歳となり、定年退職を迎えるということで、最後の大舞台として2008年度の『FNS27時間テレビ!! みんな笑顔のひょうきん夢列島!!』（7月26日・27日放送）の総合演出を務めた。
同番組の総合司会をさんまが19年ぶりに受けたのは、三宅のフジテレビディレクターとしての花道を飾るためという理由があったが、2008年7月1日にCSチャンネル（フジテレビ721・739・CSHD）で生放送された特番『フジテレビ721開局10周年大謝恩会』の中で、役員待遇ゼネラルディレクターに昇進したことが判明した。読売新聞のインタビュー記事でも、このことについて言及されている。
番組内では、「ひょうきん族」のプロデューサー昇格後に三宅自身も務めていた「懺悔室」の牧師役として出演したが、フィナーレで定年退職記念として各芸能人に本番組の制作協力依頼をしていたにもかかわらず定年が2年延びたことを理由に自身も懺悔室送りとなり水を浴びた。

## タレントとの深い関係
明石家さんまとの付き合いは公私共に深く、さんまは三宅の親族による舞踊活動のため、ビルを所有して貸している。また、ひょうきん族の人気コーナーであるタケちゃんマンの公開収録の前日には、さんまのマンションで打ち合わせ中に彼女の元に電話を掛け「明日、ひょうきん族の公開収録があるの。見に来ない？パーデンネン生で見れるよ！」と伝えていたことをさんまに暴露されたこともある。
ビートたけしやさんまといった刺激の強いタレントの番組を担当する一方で、萩本欽一や関根勤、小堺一機ら、どぎつさのない欽ちゃんファミリーとも強いパイプを持つ。
村上ショージがハワイで結婚式を挙げた時、仲人の明石家さんま・大竹しのぶ夫妻（当時）とともに参加し、花嫁の父親役を務める。
一方で、「オレたちひょうきん族」のDVD化の際、その第1弾である「1981〜1982 VSブラックデビル」にて、出演者の1人だった村上ショージ（この時はピン芸人）の名前をジャケットクレジットに入れなかったミスを犯す。これを受けて、DVD第5弾の「1985〜1989 FINAL VSパーデンネン」の際は、難民（何人）トリオとして出演していた（コーナーも存在していた）ため、クレジットに入る事になった（ただし、メンバーであるはずの前田政二だけはクレジットされていなかった。前田はこの時、放送作家に転身していた）。村上の件についてはフジテレビ警察でネタにされ、「隠蔽罪」の嫌疑が掛けられた。
一方でダウンタウン、ウッチャンナンチャン、とんねるず等のお笑い第三世代とは関わりがない。

## 担当番組
- おそく起きた朝は…→おそく起きた昼は…→はやく起きた朝は…（プロデューサー）
- 明石家サンタの史上最大のクリスマスプレゼントショー（演出、1990年 - ）
- コサキン・天海の超発掘!ものまねバラエティー マネもの（ディレクター、2014年9月27日〜）
- ビートたけしのオワラボ（監修、2016年12月 - ）

### 手掛けた番組
- お昼のゴールデンショー（AD）
- スター千一夜（ディレクター）
- 欽ちゃんのドンとやってみよう!（ディレクター）
- 初詣!爆笑ヒットパレード（ディレクター→総合演出）
- 笑ってる場合ですよ!（ディレクター）
- 森田一義アワー 笑っていいとも!（明石家さんま出演時のディレクター、1993年 - 1994年にはAPとしても担当）
- オレたちひょうきん族（ディレクター→2代目プロデューサー兼ディレクター）
- ライオンのいただきます（ディレクター→プロデューサー）
- タケちゃんの思わず笑ってしまいました（ディレクター、1983年 - 1986年）
- タモリ・たけし・さんまBIG3 世紀のゴルフマッチ（演出、1996年のみ3代目としてプロデューサー兼任）
- 心はロンリー気持ちは「…」（演出）
- そっとテロリスト（ディレクター）
- たけし・さんまの有名人の集まる店（ディレクター）
- 明石家マンション物語（ディレクター）
- あっぱれさんま大先生（ディレクター）
- やっぱりさんま大先生（ディレクター）
- さんま大先生が行く!（ディレクター）
- あっぱれ!!さんま大教授（プロデューサー）
- FNSスーパースペシャル1億人のテレビ夢列島（総合演出補佐）
- タケちゃんの笑って逃げきる大晦日 テレビバラエティ30年史（1989年12月31日、チーフディレクター）
- 平成教育テレビ（1992年 - 1994年、上川伸廣と共に総合演出）
- 北野・明石家の俺たちのワイドショー（1996年12月31日、チーフディレクター）
- 3番テーブルの客（1997年2月、ディレクター）
- ザッツお台場エンターテイメント! 第6夜・お笑いの38年!（1997年4月、チーフディレクター）
- 超特大バラエティー!タケちゃんのFNS'97 こんな事で日本は熱く!ワクワク!燃えちゃったスペシャル!!（1997年12月31日、チーフディレクター）
- FNS ALLSTARS 27時間笑いの夢列島（2001年、ゼネラルディレクター）
- FNS27時間テレビ!! みんな笑顔のひょうきん夢列島!!（総合演出）
- さんタク（スーパーバイザー）
- 実録　さんま大作戦（出演、2004年4月放送）
- 登龍門F
- リチャードホール
- 金曜エンタテイメント「さんま・玉緒・美代子のいきあたりばったり珍道中」シリーズ（演出）
- お台場明石城（港浩一部長代理、大目付として出演）
- お笑い登龍門ガッハ
- バラエティルーツの旅・あなたがいたから僕がいる 半世紀大感謝祭!!（総合演出、2009年2月28日）
- FNSの日26時間テレビ2009超笑顔パレード 爆笑！お台場合宿（監修）
- あっぱれ!!さんま新教授（演出）
- ライオンのごきげんよう（プロデューサー→プログラムディレクター→プロデューサー→チーフプロデューサー→演出）
- FNS27時間テレビ内　さんま・中居の今夜も眠れない（演出・スーパーバイザー、2000年 - 2016年）

## その他の出演番組
- 悪いのはみんな萩本欽一である （2010年3月27日、フジテレビ「チャンネルΣ」） - 映画監督の是枝裕和が映像を手掛けた、フジテレビ独自によるバラエティ検証番組[9][10][11]

## 著書
- 「ひょうきんディレクター、三宅デタガリ恵介です」（2015年、新潮社）[12]